# Idala socken
Idala socken i Halland ingick i Fjäre härad, ingår sedan 1974 i Kungsbacka kommun och motsvarar från 2016 Idala distrikt.
Socknens areal är 24,38 kvadratkilometer, varav 22,52 land. År 2000 fanns här 319 invånare. Kyrkbyn Idala med sockenkyrkan Idala kyrka ligger i socknen.  

## Administrativ historik
Idala socken har medeltida ursprung.
Vid kommunreformen 1862 övergick socknens ansvar för de kyrkliga frågorna till Idala församling och för de borgerliga frågorna till Idala landskommun.  Landskommunen uppgick 1952 i Löftadalens landskommun som sedan 1974 uppgick i Kungsbacka kommun.
1 januari 2016 inrättades distriktet Idala, med samma omfattning som församlingen hade 1999/2000.  
Socknen har tillhört fögderier och domsagor enligt Fjäre härad. De indelta båtsmännen tillhörde Norra Hallands första båtsmanskompani.

## Geografi och natur
Idala socken ligger sydost om Kungsbacka kring Löftaån med Stora Hornsjön i söder. Socknen består av dalbygd utmed Löftaån och däromkring kuperad bergs- och skogsbygd. Stora Hornsjön delas med Idala socken i Kungsbacka kommun, Horreds socken i Marks kommun och Veddige socken i Varbergs kommun.
Skoga naturreservat är ett kommunalt naturreservat.
På gränsen till Gällinge socken ligger byn Håfors.

## Fornlämningar
Från stenåldern finns lösfynd och från bronsåldern stensättningar.

## Namnet
Namnet (1461 Ydale) kommer från den ursprungliga kyrkbyn. Förleden innehåller y, 'idegran' och efterleden dal. Kyrkan ligger vid Idebäcken och där växer idegran.

## Befolkningsutveckling
| Befolkningsutvecklingen i Idala socken 1750–1990                                                        | Befolkningsutvecklingen i Idala socken 1750–1990 | Befolkningsutvecklingen i Idala socken 1750–1990 | Befolkningsutvecklingen i Idala socken 1750–1990 | Befolkningsutvecklingen i Idala socken 1750–1990 |
| --- | ------------------------------------------------ | ------------------------------------------------ | ------------------------------------------------ | ------------------------------------------------ |
| |                                                  |                                                  |                                                  |                                                  |
| År |                                                  |                                                  | Folkmängd                                        |                                                  |
| 1750 | 1750                                             |                                                  | 314                                              |                                                  |
| 1760 | 1760                                             |                                                  | 310                                              |                                                  |
| 1769 | 1769                                             |                                                  | 329                                              |                                                  |
| 1780 | 1780                                             |                                                  | 364                                              |                                                  |
| 1790 | 1790                                             |                                                  | 364                                              |                                                  |
| 1800 | 1800                                             |                                                  | 312                                              |                                                  |
| 1810 | 1810                                             |                                                  | 334                                              |                                                  |
| 1820 | 1820                                             |                                                  | 377                                              |                                                  |
| 1830 | 1830                                             |                                                  | 421                                              |                                                  |
| 1840 | 1840                                             |                                                  | 418                                              |                                                  |
| 1850 | 1850                                             |                                                  | 431                                              |                                                  |
| 1860 | 1860                                             |                                                  | 461                                              |                                                  |
| 1870 | 1870                                             |                                                  | 469                                              |                                                  |
| 1880 | 1880                                             |                                                  | 489                                              |                                                  |
| 1890 | 1890                                             |                                                  | 461                                              |                                                  |
| 1900 | 1900                                             |                                                  | 407                                              |                                                  |
| 1910 | 1910                                             |                                                  | 354                                              |                                                  |
| 1920 | 1920                                             |                                                  | 323                                              |                                                  |
| 1930 | 1930                                             |                                                  | 342                                              |                                                  |
| 1940 | 1940                                             |                                                  | 304                                              |                                                  |
| 1950 | 1950                                             |                                                  | 286                                              |                                                  |
| 1960 | 1960                                             |                                                  | 231                                              |                                                  |
| 1970 | 1970                                             |                                                  | 218                                              |                                                  |
| 1980 | 1980                                             |                                                  | 259                                              |                                                  |
| 1990 | 1990                                             |                                                  | 287                                              |                                                  |
| Anm: Källor: Umeå universitet - Tabellverket 1749-1859, Demografiska databasen, CEDAR, Umeå universitet |                                                  |                                                  |                                                  |                                                  |